# Haibach (Unterfranken)
Haibach este o comună aflată în districtul Aschaffenburg, landul Bavaria, Germania.